# Euchone papillosa
Euchone papillosa är en ringmaskart som först beskrevs av Sars 1851. Enligt Catalogue of Life ingår Euchone papillosa i släktet Euchone och familjen Sabellidae, men enligt Dyntaxa är tillhörigheten istället släktet Euchone och familjen Sabellariidae. Arten är reproducerande i Sverige. Inga underarter finns listade i Catalogue of Life.